# Rocha Chimera
Pour les articles homonymes, voir Chimera.
Rocha Chimera est un écrivain kényan. Il gagna le prix Noma en 2000 pour Ufundishaji wa Fasihi: Nadharia na Mbinu.

## Œuvres
- Kiswahili: Past, Present and Future Horizons  (ISBN 9966846352)
- Ufundishaji wa Fasihi: Nadharia na Mbinu, avec Kimani Njogu  (ISBN 9966221573)
- Mnara wawaka moto!: uhalifu  (ISBN 9966846395)